# Nordharz
Nordharz este o comună din landul Saxonia-Anhalt, Germania. Se află la o altitudine de 170 m deasupra nivelului mării. Are o suprafață de 96,42 km² și 110,66 km². Populația este de 7.713 locuitori, determinată în 31 decembrie 2023, prin actualizare statistică[*]. Comuna a fost înființată pe 1 ianuarie 2010 prin fuziunea comunelor Abbenrode, Danstedt, Heudeber, Langeln, Schmatzfeld, Stapelburg, Veckenstedt și Wasserleben.